# Субъективный идеализм
Субъекти́вный идеали́зм — группа направлений в философии, представители которых отрицают существование реальности, независимой от воли и сознания субъекта. Философы этих направлений либо считают, что мир, в котором живёт и действует субъект, — это совокупность ощущений, переживаний, настроений, действий этого субъекта, либо, как минимум, полагают, что эта совокупность является неотъемлемой частью мира. Радикальной формой субъективного идеализма является солипсизм, в котором реальным признается только субъект восприятия, а всё остальное объявляется существующим лишь в его сознании.
Родоначальником субъективного идеализма в западной философии является Джордж Беркли. Другими представителями классической формы субъективного идеализма являются Фихте, Юм, схожие идеи также развивал Кант. Среди философских течений XX века к субъективному идеализму иногда относят различные школы позитивизма (махизм, операционализм, логический эмпиризм, лингвистическую философию и т. п.), прагматизм, философию жизни (Ницше, Шпенглер, Бергсон) и выросший из неё экзистенциализм (Сартр, Хайдеггер, Ясперс и др.).